# Стоян Данев
Стоян Петров Данев (болг. Стоян Петров Данев, 28 січня 1858 — 30 липня 1949) — болгарський ліберальний політичний діяч, двічі очолював уряд країни.
Закінчив Гейдельберзький і Паризький університет. Данев багато разів обіймав посади міністрів, в тому числі закордонних справ; набув відомості як палкий опонент імперської Росії.